# 宇宙の7人
『宇宙の7人』（うちゅうのしちにん、原題：Battle Beyond the Stars）は、1980年制作のアメリカ合衆国のSF映画。
黒澤明監督の映画『七人の侍』を舞台を宇宙に置き換えてリメイクしたスペースオペラ。ジェームズ・キャメロンが特撮スタッフに参加している。

## あらすじ
武力を一切持たない平和な惑星アキールにある日突然、宇宙征服を企む独裁者セイドアが攻撃を予告してきた。
アキールの人々は協議の末、セイドアと戦う事を決定、戦いに協力してくれる勇者たちを外部から探して連れて来ることにする。
その任に選ばれて出発した若者シャドは、老科学者フェスタス博士の娘で、美しいコンピューターのスペシャリストのナネリアと出会う。
さらに、貨物運搬船の操縦士カウボーイや、名うてのガンマンで宇宙のお訪ね者ゲルトなど7人の優れた戦士たちが助っ人として加わり、アキールの人々はセイドアに立ち向かう。

## キャスト
役名、俳優、日本語吹替（テレビ朝日「日曜洋画劇場」1983年10月2日放送分）
- シャド - リチャード・トーマス（古川登志夫）
- セイドア - ジョン・サクソン（内海賢二）
- ゲルト - ロバート・ヴォーン（矢島正明）
- ナネリア - ダーラン・フリューゲル（潘恵子）
- カウボーイ - ジョージ・ペパード（羽佐間道夫）
- セント・エックスミン - シビル・ダニング（弥永和子）
- フェスタス博士 - サム・ジャッフェ（槐柳二）
- ケイマン - モーガン・ウッドワード（小林清志）
- ネストール - アール・ボーエン（加藤精三）
- 長老ゼッド - ジェフ・コーリー（北村弘一）
- テンボ - ラリー・ブロイルズ（たてかべ和也）
- ケイロー - ロブ・リース（飯塚昭三）
- クオペグ - スティーヴ・デイヴィス
- ラックス - マータ・クリステン
- モル - ジュリア・ダフィ
- ネルの声 - リン・カーリン
- その他の日本語吹替 - 村松康雄、渡部猛、千田光男、緒方賢一

演出 - 高桑慎一郎、翻訳 - 進藤光太、調整 - 山田太平、効果 - 大野義信、選曲 - 東上別府精、制作 - 日米通信社
※テレビ放映時のタイトルは『宇宙の7人 スペース大戦争！巨大暗黒デビル戦艦に挑む銀河戦士たち』。

## オマージュ
- 舞台となる架空の惑星アキール（Akir）の名前は、黒澤明の「明」からとられている[3][4]。
- 名うてのガンマン・ゲルト役のロバート・ヴォーンは、『七人の侍』を西部劇にリメイクした『荒野の七人』で、7人のガンマンの1人・リー役で出演している。
  - 日本語吹替版に出演している矢島正明は『荒野の七人』のテレビ版吹替でもロバート・ヴォーンの声優を務めていた。また、内海賢二、小林清志も同作でガンマンの声優を務めている。

## 評価
1981年の第8回サターン賞5部門（SF映画賞、衣装デザイン賞、特殊効果賞、メイクアップ賞、Outstanding Achievement）にノミネートされ、女戦士セント・エックスミンを演じたシビル・ダニングがOutstanding Achievementを受賞した。